# Stary cmentarz żydowski w Krasnobrodzie
Stary cmentarz żydowski w Krasnobrodzie – został założony w XVI wieku w Krasnobrodzie na obrzeżach miasta. Wskutek dewastacji z okresu II wojny światowej do naszych czasów zachował się jedynie jeden nagrobek. Powierzchnia cmentarza wynosi 0,8 ha.